# Північні варвари
Північні варвари (кит.: 狄, ді, також кит.: 北狄 бейді ) — термін китаєцентричної політичної філософії. У класичних китайських текстах позначає усіх мешканців Землі, які живуть на північ від Китаю, насамперед у Монголії, Маньчжурії та Сибіру, і не визнають примату китайського імператора.
Окрім Китаю термін використовувався країнами, які послуговувалися поняттям Піднебесна: Кореєю, Японією, Монгольською імперією тощо.